# Adalet Ağaoğlu
Adalet Ağaoğlu (nascida como Adalet Sümer, Nallıhan, 13 de outubro de 1929 – 14 de julho de 2020) foi uma novelista e dramaturga turca, considerada como uma das principais novelistas da literatura de seu país do século XX. Também realizou trabalhos como ensaios, memórias e contos.
Morreu no dia 14 de julho de 2020 de síndrome da disfunção de múltiplos órgãos.

## Galardões
- 1974 - Prémio teatral TDK
- 1975 - Prémio Sait Faik por Yüksek Gerilim
- 1979 - Prémio literário Sedat Simavi por Bir Düğün Gecesi
- 1980 - Orhan Kemal Roman Armağanı por Bir Düğün Gecesi
- 1980 - Prémio à novela Madaralı por Bir Düğün Gecesi
- 1991 - Grande Prémio do Türkiye İş Bankası por Çok Uzak Fazla Yakın
- 1992 - Prémio literário do Centro Cultural Lebon por Ruh Üşümesi
- 1997 - Prémio à novela Aydın Doğan  por Romantik Bir Viyana Yazı